# 당진시의 지질

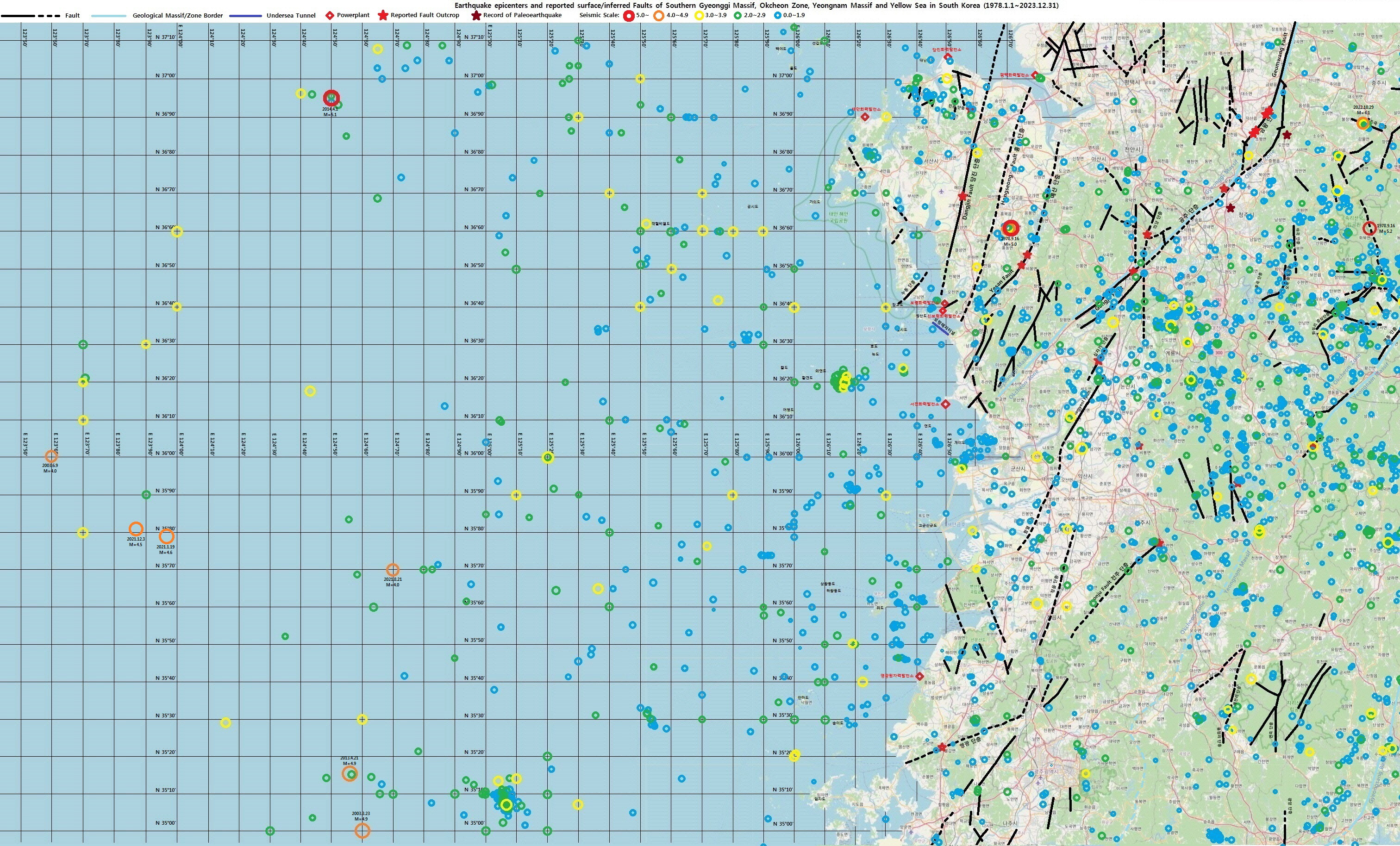
충청남도의 단층과 지진

본 문서에서는 충청남도 당진시의 지질과 당진 단층 및 당진시에서 발견된 활성단층 진관 단층에 대해 설명한다.

## 개요
당진시는 경기 육괴/경기 지괴의 서부에 위치하여, 지질의 대부분이 선캄브리아기의 변성암들로 구성되어 있다. 당진시 남동부에는 중생대의 대보 화강암류가 관입해 있다. 1:5만 지질도폭 상으로
- 당진·장고항 지질도폭(1989) 전역 (석문면, 대호지면, 정미면, 송산면, 송악읍 서부, 순성면 북부)[2]
- 아산 지질도폭(1979) 서부 (송악읍 동부, 신평면)
- 해미 지질도폭(1989) 북부 (면천면, 순성면 남부, 합덕읍 서부)
- 예산 지질도폭(1969) 북서부 (우강면, 합덕읍 동부)

## 선캄브리아기
당진시 내의 선캄브리아기 변성암은 송악 편암과 당진 편마암이 분포하는 바 이들은 상호 점이적인 관계를 가지며 당진시 지역의 기저를 형성하고 있다. 이들은 태안군의 서산층군 및 경기편마암복합체와 대비된다.

### 송악편암
송악편암(Precambrian song-ak schist, 松嶽片巖)은 당진시 송산면의 대부분 지역과 송악읍 월곡리, 석문면 장고항리와 삼화리, 고대면 장항리와 진관리, 정미면 천의리와 도산리, 승산리 일부 지역에 분포하는 편암이다. 송악편암과 당진 편마암은 부정합 관계로 추정된다. 송악편암은 대부분 흑운모·백운모 편암으로 구성되며 정미면 승산리와 고대면 장항리 소재 고산봉(149.7 m) 동쪽에서는 녹니석 편암으로 변하기도 하고 곳에 따라서는 각섬석질암, 결정질석회암, 규암 등이 협재된다. 흑운모·백운모 편암은 풍화, 침식 작용에 대한 저항력이 약하여 대부분이 저지대를 형성하고 노두의 산출도 불량한 편이다. 녹니석 편암 내에는 세립질의 석영이 많이 함유되어 있어 풍화에 강하여 산지를 형성하고 있다. 주요 구성 광물은 석영, 흑운모, 백운모, 견운모, 녹니석, 자류석, 인회석 등이다.
송악편암 엽리의 주향은 당진 단층을 경계로 하여 송산면과 송악읍에서는 주향 북서 5~40°, 경사 북동 20~80°가 보통이나 고대면 지역은 정미면 승산리-고대면 옥현리, 대촌리-장항리를 연결하는 방향으로 사축(斜軸)이 있는 관계로 습곡의 좌익은 주향 북동 5~50°, 경사 북서 20~70°, 우익은 주향 북동 5~50°, 경사 남동 5~65°가 대체적인 경향이다. 한편 석문면 지역은 장고항리에 향사축이 존재하며, 향사축의 좌익은 주향 북동 10~30°, 경사 남동 50~80°, 우익은 주향 북서 5~30°및 북동 10~60°, 경사 45~70°이다.

#### 각섬석질암
송악편암 내에 소규모로 협재된 각섬석질암은 고대면 옥현리 신동 북서쪽 해안과 정미면 천의리 삼구실 동쪽 산릉에 나타나며 구성 광물로는 대부분이 각섬석과 사장석이나 소량의 석영, 정장석, 자철석을 함유한다.

#### 결정질 석회암
송악편암 결정질 석회암은 송악면 월곡리의 한맥중공업 당진공장 지역과 고대리, 정미면 승산리와 천의리 삼구실 동쪽 산릉, 고대면 옥현리 서쪽 해안가에 분포하며 습곡의 배사축에 해당되는 부분에 많이 나타난다.
송악면 월곡리에는 석회암을 관입한 각섬암이 관찰되는데 이 각섬암에 대해 SHRIMP U-Pb 저어콘 연대 측정을 실시한 결과는 1855±17.8 Ma (고원생대)으로 송악편암은 이 시기 이전에 퇴적된 것으로 추정된다.

#### 규암
송악편암 규암은 정미면 천의리와 승산리, 석문면 장고항리에 분포하며, 대부분이 석영이나 소량의 백운모, 견운모, 녹니석을 함유한다.

### 당진 편마암
당진 편마암(PCEbgn; Precambrian Dangjin gneiss)은 당진시 시가지 지역과 송악읍 대부분 지역에 넓게 분포하며 호상 흑운모 편마암과 각섬석 편마암으로 구성되며 결정질 석회암이 협재된다. 당진 편마암은 송악 편암과는 점이적인 관계를 보이나 정미편암이나 대호지층과는 부정합적 관계를 보인다. 호상 흑운모 편마암은 시가지 지역과 송악면, 신평면에 넓게 분포하며, 석문면 장고항리와 통정리 일부 지역에 소규모 분포한다. 엽리의 방향은 당진 시가지 지역에서 주향이 남-북, 북서 5°, 북동 20~30°, 경사 북동 20~60°, 남동 20~50°이나 송악읍과 신평면에서는 주향 북서 5~60°, 경사 북동 35~80°로 나타나는 것으로 보아 돔(Dome) 구조를 형성한다. 한편 고대면 당진포리 서부에서는 주향 북동 20~40°, 경사 남동 40~70°이며 석문면 장고항리에서는 주향이 북동 20~35°, 북서 10~20°, 경사 남동 50~80°, 북동 30~35°이다. 주요 구성 광물은 석영, 정장석, 사장석, 흑운모와 소량의 각섬석, 견운모 등이다.
당진시 원당동 골프연습장 옆에 드러난 당진 편마암 각섬석 편마암에 대해 SHRIMP U-Pb 저어콘 연대 측정을 실시한 결과는 832±10 Ma (신원생대 토노스기)이다.

#### 석회암
당진 편마암 내에 협재된 석회암(PCEls)은 채운동 채운고개와 대덕동 지역에 일부 분포한다.

#### 각섬석 편마암
당진 편마암의 각섬석 편마암(PCE)은 우두동 (당진시), 송산면 당산리, 송석리, 금암리와 대호지면 도이리 일부 지역에 분포한다. 엽리의 방향은 당진 시가지 지역과 송산면에서는 주향 북서 5~15°, 북동 20~70°, 경사 북동 50~70°, 남동 40~70°, 대호지면 도이리에서는 주향 북서 20~65°, 경사 남서 55~70°이다. 본 암은 엽리에 의한 편마 구조를 볼 수 있으나 각섬석의 함량이 많아지면 괴상(塊狀)으로 나타나고 반점이 있는 것 같이 얼룩덜룩한(Spotted) 모양도 보인다. 곳에 따라서는 장석의 반상 변정(Porphyroblast)이 나타나기도 한다. 구성 광물은 각섬석이 대부분이고 이 외에 석영, 정장석, 사장석, 흑운모, 견운모가 포함된다.

### 정미편암
정미편암(csch; jeongmi schist, 貞美片巖)은 기저를 이루는 규암을 경계로 하여 송악편암과 구분되며 부정합적인 관계로 생각된다. 본 암은 백운모 편암이 대부분이나 기저의 규암과 결정질 석회암, 각섬석질암 등이 협재된다. 백운모 편암의 구성 광물은 석영과 백운모가 대부분이나 소량의 흑운모, 견운모, 자류석 등을 포함한다. 정미편암은 대호지면 도이리와 두산리, 적서리 서부, 정미면 천의리와 도산리, 고대면 서부 당진포리와 동부 슬항리, 석문면 초락도리와 삼봉리 일부 지역에 분포하며, 배사축의 양 날개에 해당하는 부분이 나타난다. 즉, 고대면 장항리에서 진관리를 지나 정미면 천의리까지 이어지는 당진 배사 습곡축을 중심으로 그 가운데에 송악 편암이, 그 양쪽에 기저 규암과 정미 편암이 분포하는 것이다. 한편 석문면 교로리에 분포하는 정미편암은 습곡 향사축에 해당되는 부분이며 규암의 하부에 석회암이 점이적으로 변화하는 것이 관찰된다. 정미편암 엽리의 방향은 정미면과 고대면에서 배사축 좌익 부분이 주향 북동 5~60°, 경사 북서 15~70°이며 우익 부분은 주향 북서 5~35°, 북동 5~40°, 경사 북동 30~70°, 남동 20~60°이다. 석문면에서는 향사축의 좌익이 주향 북동 30~65°, 경사 남동 30~50°, 우익이 주향 북동 30~70°, 경사 북서 50~70°이다.

#### 기저 규암
정미편암 규암(cq1)은 석영이 대부분이나 소량의 백운모, 견운모, 녹니석 등도 함유되고 엽리 방향을 따라 입자가 배열되어 있으며 석영 입자들은 모자이크 조직을 보인다. 배사축의 좌익에 분포하는 규암은 정미면 도산리에서 고대면 옥현리와 장항리/당진포리 소재 고산봉(149.7 m)을 지나 석문면 통정리로 길고 좁게 이어져 산릉을 형성하고 있으며 이 규암은 석문면에서 향사 구조로 연결된다. 배사축 우익에 분포하는 규암은 정미면 천의리에서 고대면 진관리를 지나 석문면 삼화리에서 당진 단층에 의해 끊어진다. 규암들은 곳곳에서 단층에 의해 절단되거나 심하게 파쇄된 모습을 보인다.
당진시 석문면 장고항리의 당진 용천굴(지번: 당진시 석문면 장고항리 625-10)은 정미편암 규암으로 구성된 지질유산이다.

#### 석회암
정미 편암에 협재된 석회암(cls)은 대호지면 적서리 서부, 당진포리 고산봉 부근 등의 지역에 소규모 분포한다. 구성 광물은 대부분의 방해석과 소량의 석영, 흑운모, 사장석 등이다.

### 대호지층
대호지층(Daehoji formation, 大湖芝層)은 선캄브리아기의 변성암류를 부정합으로 덮고 있는 시대 미상의 퇴적암 지층이다. 이 지층은 하부의 사질암(ts, 沙質巖)과 상부의 이질암(tp; 泥質巖)으로 나누어진다. 본 지층은 대호지면과 정미면에 분포하는데 대호지면 장정리와 서산시 성연면 예덕리를 잇는 북동-남서 방향의 향사축을 중심으로 향사 습곡 구조를 보여 상부 이질암(tp)이 향사축 가운데에 해당하는 대호지면 마중리, 송전리, 장정리, 동부 사성리, 서부 도이리에, 하부 사질암(ts)이 대호지면 적서리 중부, 사성리 서부, 송전리 서부, 대호지면 마중리-정미면 우산리 경계 지역에 분포하며, 정미 편암 문단에서 언급한 배사 습곡축에 의해 하부 사질암(ts)이 정미면 사관리와 봉생리, 어시산(191.6 m) 주변 지역에 분포하고 상부 이질암(tp)이 정미면 봉생리 동부와 고대면 항곡리 동부에서 다시 출현한다. 본 지층의 층리는 대호지면에서는 향사의 좌익이 주향 북동 5~30°, 북서 5~70°이고 경사 남동 20~60°, 북동 15~50°이며 우익은 주향이 북서 5~30°, 북동 5~40°이고 경사 남서 30~55°, 북서 30~60°이다. 고대면의 배사축 우익은 주향 북동 5~70°, 경사 남동 40~65°의 층리가 발달한다.

#### 하부 사질암
하부 사질암은 주로 석영과 장석으로 구성되고, 특히 석영질이 많은 부분은 마중리-우산리 소재 자모산(255.9 m)이나 정미면 신시리의 어시산(191.6 m)과 같은 산지를 형성하고 있다. 대체로 담색(淡色)의 사질암이나 옅은 어두운 색을 띠기도 하고 구성 입자의 크기가 작아져서 이질암으로 변하기도 한다. 구성 광물은 석영, 정장석, 사장석, 견운모, 흑운모, 백운모 등이다.

#### 상부 니질암
상부 니질암은 대부분이 셰일이며 층리면을 따라 잘 쪼개진다. 곳에 따라서 석회질을 많이 함유하는 것도 있으며 대체로 담색이나 옅은 녹색을 보인다.

### 엽리상 흑운모 화강암
당진시 송산면 가곡리 성구미 지역에 분포하는 흑운모 화강암은 엽리가 약하게 발달하며 그 주향은 북동 40~70°, 경사는 북서 38~68°이다. SHRIMP U-Pb 연대측정 결과는 808±10 Ma (신원생대 토노스기)이다. 성구미 해안 동쪽 끝 지점에는 매우 소규모의 노두 단위로 엽리상 각섬석-흑운모 화강암이 분포하며 U-Pb 연대측정 결과는 803±12 Ma이다.

## 중생대

### 석문층
석문층(Jurassic Seokmun formation, 石門層)은 선캄브리아기의 변성암류와 대호지층을 부정합으로 덮는 중생대 쥐라기의 지층으로 대동 누층군에 대비된다. 본 지층은 석문면 삼봉리 서부와 초락도리 동부, 당진포리 서쪽 해안가 일부, 정미면 덕마리의 신성대학교 주변에 소규모 분포하고 있다. 지층 중 석문면 초락도리에서 큰 것은 장축 50 cm 정도의 기저 역암이 나타나며 곳곳에 사층리를 갖는 사질암들이 협재된다. 그러나 석문층의 대부분은 흑색 내지 암회색의 셰일 또는 점판암으로 석회질 성분을 함유한 것도 나타난다.
석문면 삼봉리의 석문중학교 옆에는 탄광을 개발한 흔적이 보이나 지금은 가행하지 않고 있다. 그밖에 고대면 당진포리의 고산골 부근 해안에서는 적색 중립질의 사암들이 분포하는 바 단층 파쇄대에 속한다. 정미면 덕마리에서 본 지층은 대호지층과 단층으로 접하며 흑색 셰일과 점판암이 대부분이며, 역암과 흑색 사암이 협재되기도 하지만 석회질 성분은 나타나지 않는다.
대체적인 지층 층리의 방향은 석문면에서 주향 북동 20~65°, 경사 남동 35~50°이고 고대면에서 주향 북서 15~25°, 경사 북동 50~70°, 정미면에서는 주향 북동 5~20°, 경사 북서 40~80°이다. 석문면 해창마을 부근에서는 이러한 층리면들을 교차하는 이차 엽리들이 발달하기도 한다. 본 지층 내에는 석탄이 부존되어 있다.

### 흑운모 화강암
쥐라기 흑운모 화강암(Jurassic biotite granite)은 당진시 신평면, 순성면, 면천면, 구룡동과 사기소동, 용연동 지역에 분포하는 대보 화강암이다. 흑운모 화강암은 곳에 따라서 높은 산릉을 이루기도 하고 사기소동에서는 산사면에 애추(Talus)가 형성되어 있다. 흑운모 화강암은 전체적으로 중립 내지 조립질이며 주로 석영, 정장석, 미사장석, 사장석, 흑운모, 백운모 등으로 구성된다.

### 석영반암
석영반암(Quartz porphyry)은 송산면 부곡리, 송산면 가곡리 남부 등지에서 선캄브리아기 변성암류를 국지적으로 관입하고 있는 세립질 내지 유리질(琉璃質) 암석이다. 반정(斑晶)으로는 석영이 나타나는 것이 보통이나 장석의 반정도 볼 수 있다.

## 습곡

### 당진 배사
당진 배사 습곡 구조는 고대면에서 정미면 천의리에 이르는 북북동-남남서 방향의 습곡이다. 이 습곡에 의해 가운데 배사축 부분에 선캄브리아기 송악 편암(PCEss)이, 배사축 양쪽에 정미 편암(csch)이 분포한다. 전체적으로 남쪽으로 침강(Plunging)하는 관계로 북쪽으로 갈수록 하위 지층인 송악 편암과 당진 편마암의 분포가 넓어진다.
대호 향사 습곡 구조는 대호지면 장정리에서 서산시 성연면 예덕리로 이어지는 북동 방향의 습곡이다. 이 습곡에 의해 가운데 향사축 부분에 대호지층 상부 이질암(tp)이, 그 양쪽에 대호지층 하부 사질암(ts)이 분포한다.
장고 향사 습곡 구조는 석문면 교로리, 장고항리 일대에 위치하며 북서 70°의 축을 갖는다.

## 단층

### 당진 단층
당진 단층은 당진시에서 보령시까지 북북동-남남서 방향으로 이어지는 단층으로 당진시에서는 당진시 중앙을 북동 10°의 주향으로 지난다. 서부가 하강하고 동부가 상승한 수직 단층으로 추정되나 단층선 위로 충적층이 덮여 있어 확실한 이동 상태는 알 수 없다.

### 대호 단층
대호 단층은 대호지면에 북서 30°의 주향으로 발달하는 단층이다. 서부가 하강, 동부가 상승한 것으로 보이나 당진 단층과 동일한 이유로 확실한 이동 상태는 알 수 없다.

### 석문 단층
석문 단층은 석문면 삼봉리 일대에서 석문층의 경계를 따라 남-북 방향으로 발달하는 단층으로 전술한 2개의 단층보다 나중에 형성된 것으로 보인다.

### 장고 단층
장고 단층은 석문면 장고항리와 교로리 지역에 북서 70°주향으로 발달하는 단층으로 북부가 북서쪽으로 이동한 주향 이동 단층으로 생각되며 아산만의 생성 요인 중 하나가 단층 작용(Block Faulting)에 의한 것이라 한다면 본 단층은 이와 연관된 것으로 생각할 수 있다.

### 제4기진관 단층
진관 단층은 당진시 고대면 진관리와 정미면 옥현리 사이, 지방도 제649호선 가까이에 위치한다. 공장 부지 조성을 위해 야산 지역을 절토하는 과정에서 드러났으며 진관 단층의 연장은 현재 야외 노두에 드러난 것만 약 60 m 정도이며 제4기 지층의 분포를 고려할 때 적어도 150 m 이상일 것으로 추정된다. 진관 단층의 상반과 하반에 대해 지질 단면도를 작성하고 이를 바탕으로 추정한 진관 단층의 (총)변위는 10 m 이상이다.
단층 노두에서 단층비지를 채취하여 전자자기공명법(Electric Spin Resonance) 즉 ESR 연대측정을 실시한 결과 기반암과 제4기층의 경계부에 발달된 단층비지 중 기반암 쪽에서 채취한 단층비지(JG3)의 ESR 연령은 649±96 ka, 제4기 지층에 인접한 단층비지(JG2)의 ESR 연령은 436±66 ka이며 이는 적어도 제4기에 두 번 이상 재활동 했음을 지시한다. 기반암 내에 발달된 단층비지(JG4)의 ESR 연령은 651±47 ka이며 시료 JG3의 ESR 연령과 일치한다. 위의 단층비지의 ESR 연령을 종합하여 해석하면, 기반암 내에 단층 비지가 제4기 이전에 형성되었고 약 65만 년 전에 단층비지가 재활동 하였으며, 약 44만 년 전에 단층이 재활동했을 때 단층비지대 중에서 일부만이 재활동 하였음을 지시한다.
제4기 퇴적층이 퇴적된 이후 기반암내에 있는 단층비지와 제4기층 사이에 발달한 단층면을 따라 단층운동이 일어난 것으로 해석되며, 이 때 단층면에 작용한 수직 응력이 충분하지 못했기 때문에 일부 단층 비지와 제4기층의 경계가 불분명하고, 단층 운동 중에 ESR 신호는 영향을 받지 않을 것으로 해석된다. 따라서 진관 단층은 약 65만 년 전, 약 44만 년 전 시점에 진관 단층의 운동이 있었던 것은 확실하고 그 이후에도 있었을 것으로 추정된다.

## 같이 보기
- 한국의 지질
- 경기 지괴
- 태안군의 지질
- 충주시의 지질
- 제천시의 지질
- 군산시의 지질
- 공주시의 지질
- 당진 단층
- 당진시